# Blackout (film 1997)
Blackout (The Blackout) è un film del 1997 diretto da Abel Ferrara.
È stato presentato fuori concorso al 50º Festival di Cannes.

## Trama
Matty, divo del cinema, tormentato dalla dipendenza da Annie, dall'alcool e dalla cocaina, perde la memoria e dimentica di aver commesso un omicidio. Quando scopre che Annie ha abortito perché non vuole partorire il figlio di un drogato, Matty strangola durante un rapporto la cameriera. Disintossicatosi, diciotto mesi dopo viene riportato alla retta via da una casalinga perbene, ma l'incubo di avere ucciso Annie e l'ossessione per lei fanno soccombere il protagonista, il quale di notte si avvia verso la morte nuotando nell'oceano.

## Produzione
Ferrara ha partecipato direttamente al montaggio, eseguito con il software di montaggio Media Composer di Avid.
Le musiche di Joe Delia sono state eseguite dallo stesso Ferrara.

## Distribuzione
Il film è uscito in Italia col divieto ai minori di 18 anni, il motivo non è stato specificato.

## Riconoscimenti
- 1998 - New York City Independent Film Festival
  - Miglior attore antagonista a Dennis Hopper
  - Migliore attrice di supporto a Sarah Lassez
  - Premio speciale della giuria al regista a Abel Ferrara